# Château du Perray
Le Château du Perray était un château français situé à Montreuil, dans le département de la Mayenne et la région des Pays de la Loire.

## Situation
Il est situé à 1 500 mètres au Nord-Est du bourg. . C'est désormais un lieu-dit.

## Désignation
- Feodum G. de Perreio, 1255 (Cartulaire de Vivoin, p. 163).
- H. du Perroy, 1301.
- La ville, terrouer et appartenances du Peray (Archives du Maine, t. V, p. 455)
- L'hébergement et domaine du Perray, 1452 (Archives nationales, P. 343/2).
- Le Perray, manoir (Hubert Jaillot).
- Le Perray, château, village (Carte de Cassini).

## Histoire
Il s'agissait d'un Fief et domaine mouvant de Lassay nuement et par le Horps. Il y avait en 1559 « maison seigneuriale, granges, estables, bois de haute fustaye, domayne, closeries, mestairies, fiefs et seigneuries. » Les fiefs de Chantrigné et le moulin du Feu en faisaient partie. A la maison de ferme actuelle, une pierre encastrée porte, au centre d'un encadrement en torsade, l'écu des Montbourcher. La fenêtre et la porte ont des linteaux sculptés d'accolade.

## Chapelle
Julien Morice, curé de Champéon, fonda avant 1615 une chapelle en l'église de Poulay à l'intention de la dame de Montbourcher, dame du Perray, et à la présentation de ses successeurs. 

## Seigneurs
La famille d'Orenge du Perray est distincte, selon l'Abbé Angot, de la famille du même nom qu'on trouve à Orenge en Saint-Jean-sur-Mayenne. La famille d'Orenge du Perray se rattache aux d'Orenge de Bretagne, comme l'indiquent ses alliances,.

### Sources et bibliographie
- « Château du Perray », dans Alphonse-Victor Angot et Ferdinand Gaugain, Dictionnaire historique, topographique et biographique de la Mayenne, Laval, A. Goupil, 1900-1910 [détail des éditions] (BNF 34106789, présentation en ligne)
- Archives départementales de Maine-et-Loire, E. 4.268.
- Archives nationales, Q/1. 699.
- Notes manuscrites d'Adelstan de Beauchêne et de l'abbé Delépine.